# Kostnad
Kostnad betecknar nyttiga resurser som förbrukas, icke önskvärda effekter eller det som ges upp för att få något annat. Den vanligaste enheten för att uttrycka en kostnad är pengar. Begreppet kostnad används med lite olika definition inom nationalekonomi, redovisning, praktisk filosofi, biologi och i vardagligt tal. 
I nationalekonomi och filosofi bland utilitarister, används ordet analogt med negativ nytta eller det som ges upp för att få något annat. Alternativkostnad eller ekonomisk kostnad definieras som värdet av det bästa alternativ som inte valdes för att erhålla det man har idag. Alltså det som kunde ha uppnåtts om resurserna lagts på det näst bästa alternativet. Det representerar en förbrukad möjlighet. Ytterligare kostnadsbegrepp är privata kostnader som bara omfattar de kostnader som drabbar en enskild individ eller aktör. Sociala kostnader inkluderar även samtliga kostnader som åsamkas det övriga samhället. Skillnaden mellan sociala och privata kostnader utgörs av externa kostnader.
Inom redovisning och företagsekonomi definieras kostnad som en periodiserad utgift. Kostnader uppkommer vid förbrukning av resurser, till skillnad från utgifter som uppkommer vid anskaffningstillfället och utbetalningar som uppkommer vid betalningen. För till exempel en maskin bokförs kostnaden som avskrivningar (värdeminskning) under flera år, medan utgiften uppkommer när maskinen köps in och utbetalningen när leverantören betalades. Kostnaden blir totalt densamma som utgiften när alla avskrivningar är gjorda. Det bokförda värdet är då noll.
I psykologi talar man om psykologisk kostnad, en delkostnad som handlar om stress eller förlust av livskvalitet.
Inom biologi använder man begreppet biologisk kostnad som ett mått på den ökade energimetabolism som krävs för att uppnå en viss funktion.
I dagligt tal är begreppet kostnad inte helt entydigt definierat och ordet används ofta som synonymt med utgift. Begreppet används sällan för annat än att beskriva hur mycket som betalats för att köpa en vara; "Hur mycket kostade stolen?". Det engelska språket har egentligen en bättre konstruktion; här skiljer man mellan expense och expenditure. Ett annat engelskt begrepp som är användbart för att förstå kostnad är disutility; ungefär negativ nytta.